# Tami Lane
Tami Lane (Peoria (Illinois), 16 de junio de 1974) es una artista del maquillaje estadounidense que consiguió el Óscar al mejor maquillaje y peluquería por la película de 2005 Las Crónicas de Narnia: El león, la bruja y el armario (The Chronicles of Narnia: The Lion, the Witch and the Wardrobe). Recibió otra nominación en 2012 por El hobbit: un viaje inesperado (The Hobbit: An Unexpected Journey).

## Life and career
Lane se graduó en la Universidad Bradley en 1996 en la licenciatura de Bellas Artes con especialidad en el diseño gráfico.
Como universitaria, tuvo la oportunidad de viistar la compañía de maquillaje cinematográfico KNB EFX Group en Los Ángeles y después de graduarse, empezó a trabajar en KNB EFX con el copropietario Howard Berger durante cuatro años antes de independizarse en el año 2000.  Trabajó en la Trilogía cinematográfica de El Señor de los Anillos, La milla verde y Superman Returns.
En 2004, fue la maquilladora principal de Las Crónicas de Narnia: El león, la bruja y el armario, lidrando un equipo de 42 expertos. Por esta película, ella junto a Howard Berger ganó en 2005 el Óscar al mejor maquillaje y peluquería. En 2013, Peter King, Rick Findlater y ella, fueron nominados en la misma categoría por El hobbit: un viaje inesperado.

## Premios y distinciones
Premios Óscar
| Año  | Categoría                     | Película                          | Resultado |
| ---- | ----------------------------- | --------------------------------- | --------- |
| 2013 | Mejor maquillaje y peluquería | The Hobbit: An Unexpected Journey | Nominado  |